# Gil Bellows
Gil Bellows (født 28. juni 1967 i Vancouver, Britisk Columbia) er en canadisk skuespiller.

## Karriere
Gil Bellows er best kendt for sin rolle som den unge "Tommy" i En verden udenfor fra 1994, som CIA-agenten "Matt Callan" i tv-serien The Agency og som "Billy Thomas" i serien Ally. Han har medvirket i flere spillefilm, bl.a. i Richard III, Miami og Judas Kiss og har også medvirket i flere tv-produktioner.

## Privat liv
Gil bor i den østlige del af Los Angeles med sin kone Rya Kihlstedt, som også er skuespiller, og deres datter Ava Emanuelle (født 1999) og Giovanni (født 2001).

## Filmografi

### Film
- Scary Stories to Tell in the Dark (2019)